# 高宛县
高宛县，古县名。

（1）宛，又作莞或苑。西汉置，治今山东省邹平县东北苑城镇。属千乘郡。东汉属乐安国，西晋为乐安国治。南朝宋废。

（2）隋大业三年（607年）以会城县改名。治今山东省高青县东南高苑镇。属齐郡。唐属淄州，北宋景德三年（1006年）改置为宣化军，熙宁三年祖（1070年）又废军为县，仍属淄州。元至元二年（1265年）改属益都路。明、清属青州府。1948年与青城县及滨县、邹平两县部分地区置高青县。